# Amberg-Sulzbach
Districtul Amberg-Sulzbach este un district rural (în germană Landkreis) din regiunea administrativă Palatinatul Superior, landul Bavaria, Germania.

## Orașe și comune
| orașe 1. Auerbach in der Oberpfalz (9.117) 2. Hirschau (6.220) 3. Schnaittenbach (4.324) 4. Sulzbach-Rosenberg (20.702) 5. Vilseck (6.560) | comune 1. Ammerthal (2.045) 2. Birgland (1.815) 3. Ebermannsdorf (2.514) 4. Edelsfeld (2.021) 5. Ensdorf (2.279) 6. Etzelwang (1.522) 7. Freihung (2.673) 8. Freudenberg (4.219) 9. Gebenbach (936) 10. Hahnbach (5.217) 11. Hirschbach (1.315) 12. Hohenburg (1.715) 13. Illschwang (2.033) 14. Kastl (2.655) 15. Königstein (1.809) 16. Kümmersbruck (10.341) 17. Neukirchen b.Sulzbach-Rosenberg (2.813) 18. Poppenricht (3.459) 19. Rieden (2.945) 20. Schmidmühlen (2.471) 21. Ursensollen (3.669) 22. Weigendorf (1.281) |